# Делафонтен, Марк
Марк Делафонтен (фр. Marc Abraham Delafontaine; 31 марта 1838, Селиньи, кантон Женева — 1911) — швейцарский химик. Открыл элемент гольмий.
Изучал химию в Женевском университете под руководством Жана Шарля Мариньяка. С 1853 года преподавал химию в женевских школах, с 1860 года преподаватель, затем приват-доцент и профессор минералогии и органической химии Женевского университета.
В 1870 году по предложению Жана Луи Агассиса отправился в США, обосновавшись в Чикаго. На протяжении четырёх лет заведовал кафедрой химии и токсикологии на отделении медицины Чикагского университета. Работал также как спектроскопист, занимался судебной и полицейской экспертизой. Работы Делафонтена по спектральному анализу самарскита привели в 1878 году к обнаружению нового химического элемента, который Делафонтен назвал филиппий; как показали последующие исследования, под этим именем Делафонтен одновременно с Жаком-Луи Соре и независимо от него открыл гольмий.